# Patricio Arellano
Patricio Roque Arellano (Santa Fe, 9 dicembre 1981) è un attore, cantante e compositore argentino.

## Biografia
Figlio del noto produttore musicale Darío Arellano, fin da piccolo si dedica al teatro e alla recitazione. Fra i dieci e i dodici anni compare in numerosi spot televisivi d'abbigliamento e a tredici anni scrive la sua prima canzone, Tanto. L'anno successivo interpreta Romeo e Giulietta di Héctor Berra accanto a Gustavo Bermúdez, nella stagione del Teatro Neptuno a Mar del Plata ottenendo un successo clamoroso e, in primavera, compie una tournée teatrale nella provincia di Santa Fe con Bienvenido Mr. Batman del drammaturgo Roberto Nicolás Medina, di cui è protagonista sotto la direzione di Julio Beltzer. Del 1997 è la sua partecipazione al film poliziesco della Pol-ka Producciones Comodines di Jorge Nisco, insieme agli attori Carlos Andrés Calvo e Adrián Suar. 
Nel 2002 è uno dei 20 finalisti del programma PopStars Argentina. Nel 2015 sposa Madama Francesca De La Furente.

## Arti sceniche

### Teatro
- Romeo y Julieta - Romance del amor y la muerte, regia di Hector Berra (1995)
- Bienvenido Mr. Batman, regia di Julio Beltzer (1995)
- El auto de Papa, (2002)
- Teatro chupete, regia di Pipo Pescador (2004)
- Aladin... Sera Genial (2005)
- El burdel de Paris (2008)
- Track (2008)
- Franciscus, una razón para vivir (2016)
- El Violinista en el Tejado (2018)

### Cinema
- Comodines, regia di Jorge Nisco (1997)

### Televisione
- Gasoleros (1998)
- El sodero de mi vida (2001)
- Infieles (2002)
- Costumbres argentinas (2003)
- Padre Coraje (2004)
- Los Cuentos de Fontanarossa (2007)
- Quein Escribe mi destino? (2007)
- La maga (La maga y el camino dorado) (2008)
- Sueña conmigo (2011)
- Esa mujer - telenovela (2013-2014)

### Radio
- La busqueda (2006)

## Discografia
- El único - 2010, Mediamusic

1. Mi vida con vos
2. Nadie
3. Inevitable comparar
4. Abre
5. Respira
6. Sólo agoto mis recursos
7. Quiero pasarla bien
8. Las noches contigo (duo con Flor Otero)
9. El único
10. El recuerdo de que alguna vez fui amado
11. Que no sea feliz tu cumpleaños
12. Pato no está!
13. Que locura enamorarme de ti

- Un león - 2011, OK Records

1. Un León
2. Por qué
3. Alguien que te pueda completar
4. Corré
5. Una almohada
6. Te extraño
7. Sobrenatural
8. Podría cambiar
9. Mucho más
10. No creo más en el amor
11. El secreto
12. Sobrenatural-Remix (duo con Laura Miller)